# 日本教文社
日本教文社（にっぽんきょうぶんしゃ）は、日本の出版社。主に谷口雅春、谷口清超などの生長の家関係者の書籍を刊行するが、21世紀に入る前後からはスピリチュアリティを扱う書籍が多い。
1930年、生長の家出版部として出発、34年光明思想普及会となり、戦後1946年日本教文社となる。社長に辻村彦次郎・清都松夫ほか。心理学の古典として高橋義孝らの訳による『フロイド選集』（1952-60）、『ウィリアム・ジェームズ著作集』、『ユング選集』を出版した。
1960年代後半から1990年代には、葦津珍彦、林房雄、三島由紀夫、村松剛、小堀桂一郎、加瀬英明、名越二荒之助など民族派運動・保守系言論人の編著書も刊行した。
本社ビルの上に「生命の實相」と書かれた看板を掲げる。

## 所在地
東京都港区赤坂九丁目6番44号。

## 関連団体
- 生長の家
- 世界聖典普及協会